# Liste der Baudenkmäler in Reichersbeuern
Auf dieser Seite sind die Baudenkmäler in der oberbayerischen Gemeinde Reichersbeuern zusammengestellt. Diese Tabelle ist eine Teilliste der Liste der Baudenkmäler in Bayern. Grundlage ist die Bayerische Denkmalliste, die auf Basis des Bayerischen Denkmalschutzgesetzes vom 1. Oktober 1973 erstmals erstellt wurde und seither durch das Bayerische Landesamt für Denkmalpflege geführt wird. Die folgenden Angaben ersetzen nicht die rechtsverbindliche Auskunft der Denkmalschutzbehörde.

## Baudenkmäler
| Lage                            | Objekt                                | Beschreibung | Akten-Nr.     | Bild                       |
| ------------------------------- | ------------------------------------- | --- | ------------- | -------------------------- |
| Daisenbergerweg 8 (Standort)    | Getreidekasten                        | erdgeschossiger Blockbau, 18. Jahrhundert | D-1-73-140-3  | Getreidekasten             |
| Daisenbergerweg 13 (Standort)   | Ehemaliges Bauernhaus                 | Flachsatteldachbau mit Blockbau-Obergeschoss, dreiseitiger Laube und verschaltem Vordach, 1. Hälfte 18. Jahrhundert                                                                                           | D-1-73-140-4  | Ehemaliges Bauernhaus      |
| Nähe Tölzer Straße (Standort)   | Katholische Pfarrkirche St. Korbinian | barocker Saalbau mit dreiseitig geschlossenem Chor und Westturm, im Kern romanisch und spätgotisch, 1663 erweitert, 1748 barockisiert, Turmoberbau bezeichnet mit 1763 und 1880 überarbeitet; mit Ausstattung | D-1-73-140-1  | weitere Bilder             |
| Nähe Tölzer Straße (Standort)   | Bildstock                             | Tuffpfeiler mit Sockel und Laternenaufsatz, wohl 16. Jahrhundert | D-1-73-140-12 | Bildstock                  |
| Nähe Tölzer Straße (Standort)   | Kapelle, sog. Greilinger Bachkapelle  | barocker Oktogonalbau mit Zeltdach, gestiftet um 1700 von Bernhard Clas, geweiht 1708; mit Ausstattung | D-1-73-140-11 | weitere Bilder             |
| Schloßweg 1 a (Standort)        | Schloss Sigriz                        | umfangreiche dreigeschossige Anlage um zwei Höfe mit nordwestlichem Torturm, drei Kegeldach-Rundtürmen und ostseitiger Schlosskapelle, um 1515, Umbau Anfang 18. Jahrhundert, erweitert 1730; mit Ausstattung | D-1-73-140-2  | weitere Bilder             |
| Tegernseer Straße 10 (Standort) | Ehemaliges Kleinbauernhaus            | Flachsatteldachbau teilweise mit Blockbau-Obergeschoss, Kniestock und zweiseitiger Laube, Kern Mitte 17. Jahrhundert                                                                                          | D-1-73-140-7  | Ehemaliges Kleinbauernhaus |
| Trisbergerweg 5 (Standort)      | Bauernhaus                            | zweigeschossiger Blockbau mit Flachsatteldachbau, massiven Erdgeschossteilen, zweiseitiger Laube und teilverschalter Giebellaube, 2. Viertel 17. Jahrhundert                                                  | D-1-73-140-9  | Bauernhaus                 |

## Ehemalige Baudenkmäler
In diesem Abschnitt sind Objekte aufgeführt, die früher einmal in der Denkmalliste eingetragen waren, jetzt aber nicht mehr. Objekte, die in anderem Zusammenhang also z. B. als Teil eines Baudenkmals weiter eingetragen sind, sollen hier nicht aufgeführt werden. Aktennummern in diesem Abschnitt sind ehemalige, jetzt nicht mehr gültige Aktennummern.

| Lage                           | Objekt                  | Beschreibung | Akten-Nr.     | Bild                    |
| ------------------------------ | ----------------------- | --- | ------------- | ----------------------- |
| Probststraße 6, 6 a (Standort) | Ehemaliges Bauernhaus   | Flachsatteldachbau mit Blockbau-Obergeschoss, umlaufender Laube und teilverschalter Giebellaube, im Kern 17./18. Jahrhundert, erneuert | D-1-73-140-10 | Ehemaliges Bauernhaus   |
| Raiffeisenstraße 23 (Standort) | Wohnhaus                | Kleines, einraumtiefes Wohnhaus, verputzter Blockbau mit Steildach, zweite Hälfte 18. Jahrhundert.                                     | D-1-73-140-?  | BW                      |
| Richtergasse 3 (Standort)      | Richterhaus             | Ehemaliges Richterhaus mit Steildach und Zwerchgiebel, Kern erste Hälfte 18. Jahrhundert.                                              | D-1-73-140-?  | BW                      |
| Tölzer Straße 10 (Standort)    | Ehemals Kleinbauernhaus | zweigeschossiger Flachsatteldachbau mit verbrettertem Giebel und Madonnengrotte, Ende 18. Jahrhundert                                  | D-1-73-140-8  | Ehemals Kleinbauernhaus |
| Trisbergerweg 7 (Standort)     | Bauernhaus              | mit Blockbau-Obergeschoss, Kern 17./18. Jahrhundert, erneuert                                                                          | D-1-73-140-?  | BW                      |